# Hyphodontiastra virgicola
Hyphodontiastra là một chi nấm thuộc họ Meruliaceae. Là một chi đơn loài, nó chứa loài duy nhất Hyphodontiastra virgicola.